# Polycentropus harpi
Polycentropus harpi là một loài Trichoptera trong họ Polycentropodidae. Chúng phân bố ở miền Tân bắc.